# Мигел Ферер
Мигел Хосе Ферер (на испански: Miguel José Ferrer) (7 февруари 1955 г. – 19 януари 2017 г.) е американски актьор. Известна роля му е тази на Боб Мортън във филма „Робокоп“. Изпълнява ролята на д-р Гарет Мейси в сериала „Срещи с Джордан“, а до смъртта си се снима във „Военни престъпления: Лос Анджелис“.
Ферер умира на 19 януари 2017 г. от рак на гърлото в дома си в Лос Анджелис на 61 години.
Той е братовчед на актьора Джордж Клуни. Неговата майка Розмари Клуни е сестра на Ник Клуни-баща на Джордж Клуни.

## Избрана филмография
- Магнум (1980)
- Стар Трек III: В търсене на Спок (1984)
- Робокоп (1987)
- Туин Пийкс (1990)
- Терористката (1993)
- Смотаняци 2 (1993)
- Празен чек (1994)
- Мулан (1998)
- Трафик (2000)
- Среща с Джордан (2001)
- Манджурският кандидат (2004)
- Отчаяни съпруги (2004)
- Железният човек 3 (2013)
- От местопрестъплението (2014)
- Малките титани: Сделка с дявола (2017)